# San Bernardino (kommunhuvudort i Guatemala)
San Bernardino är en kommunhuvudort i Guatemala.   Den ligger i departementet Departamento de Suchitepéquez, i den sydvästra delen av landet, 100 km väster om huvudstaden Guatemala City. San Bernardino ligger 397 meter över havet och antalet invånare är 5 501.
Terrängen runt San Bernardino är kuperad norrut, men söderut är den platt. Terrängen runt San Bernardino sluttar söderut. Runt San Bernardino är det ganska tätbefolkat, med 214 invånare per kvadratkilometer. Närmaste större samhälle är San Pablo Jocopilas, 5,6 km norr om San Bernardino. I omgivningarna runt San Bernardino växer huvudsakligen savannskog.